# 棒球天使 (1994年电影)
《棒球天使》（英語：Angels in the Outfield）是1994年由威廉·迪尔执导的美国儿童运动奇幻喜剧剧情片。翻拍自1951年的同名电影。该片由丹尼·葛洛佛、托尼·丹扎和克里斯托弗·劳埃德主演，喬瑟夫·高登-李維、阿德里安·布罗迪、马修·麦康纳和尼尔·麦克唐纳等多位未来的影星在此片客串。该片上映之后还拍摄了两部续集電視影片《天使向前冲》和《天使大联盟》。它在1994年美国职业棒球大联盟罢工前不到一个月发行，这次罢工迫使联盟取消了季后赛和世界大賽。